# Hipoteza Poincarégo
Hipoteza Poincarégo – hipoteza dotycząca 3-wymiarowych rozmaitości topologicznych sformułowana w pracach Henriego Poincarégo w roku 1904. Przez niemal sto lat nie udawało się jej dowieść ani obalić. Była jednym z problemów milenijnych, ogłoszonych przez Instytut Matematyczny Claya w roku 2000.
Dowód potwierdzający prawdziwość hipotezy zawarty jest w pracach rosyjskiego matematyka Grigorija Perelmana dotyczących hipotezy geometryzacyjnej Thurstona, opublikowanych w roku 2002 i 2003. Prace Perelmana zostały zweryfikowane w roku 2006. Magazyn Science przyznał ostatecznemu rozstrzygnięciu hipotezy nagrodę „Breakthrough of the Year” roku 2006.

## Hipoteza
Każda trójwymiarowa zwarta i jednospójna rozmaitość topologiczna bez brzegu jest homeomorficzna ze sferą trójwymiarową, czyli brzegiem czterowymiarowej kuli.

## Uogólniona hipoteza
Ogólniejsza wersja hipotezy sformułowana została przy użyciu terminów topologii algebraicznej:
Każda n-wymiarowa rozmaitość bez brzegu, zwarta i mająca typ homotopijny n-wymiarowej hipersfery jest homeomorficzna z n-wymiarową hipersferą.
Dla wymiaru 1 (czyli dla okręgu) i 2 (czyli dla sfery) dowody znane były od lat. Stephen Smale podał w 1961 dowód dla wymiarów większych niż 4, Michael Freedman w roku 1982 dla wymiaru 4.